# Nikolai Judovich Ivanov
Nikolai Judovich Ivanov (em russo Николай Иудович Иванов) (1851 - 1919) foi um militar e contra-revolucionário do Império Russo.
Começou a sua carreira militar participando da Guerra Russo-Japonesa. Durante a Primeira Guerra Mundial, comandou forças russas na Galícia e Ucrânia. Monarquista convicto combateu com o Exército Branco na Guerra Civil Russa. Morreu de tifo em 1919.